# San Felipe de Jesús, delstaten Mexiko
San Felipe de Jesús är en ort i Mexiko, tillhörande kommunen Texcoco i delstaten Mexiko. San Felipe de Jesús ligger i den centrala delen av landet och tillhör Mexico Citys storstadsområde. Orten hade 192 invånare vid folkräkningen 2010.